# Association catholique d'études bibliques au Canada
L'Association catholique d'études bibliques au Canada (ACÉBAC) a été fondée en 1943. Les exégètes francophones du Québec et du Canada sont regroupés par cette association. Le président actuel est Sébastien Doane, professeur à la Faculté de théologie et de sciences religieuses de l'Université Laval.

## Mission de l'ACÉBAC
L'ACÉBAC est « une organisation religieuse et scientifique à but non lucratif » qui se propose :
- de promouvoir l'étude scientifique de la Bible ;
- d'unir les spécialistes, en particulier les spécialistes catholiques, en matières bibliques et connexes, de même que les personnes engagées dans des études bibliques à des niveaux universitaires supérieurs ;
- de promouvoir, par son appui ou son apport, les relations et toute initiative qui peut aider au développement des sciences bibliques[1].

## Publications
L'association a publié Les Évangiles, traduction et commentaires. Cette publication est maintenant épuisée et l'ACEBAC travaille présentement à une nouvelle édition.
Cinq membres de l'ACEBAC ont récemment publié un ouvrage grand public pour initier à une interprétation intelligente de la Bible : Questions controversées sur la Bible, Sébastien Doane (dir.), Montréal, Novalis, 2016, 246 p.
Les congrès annuels sont aussi publiés sous forme de livres ou de numéro de revues universitaires.

## Congrès annuels
L’ACÉBAC réunit chaque année les chercheurs universitaires francophones du Canada qui œuvrent dans le domaine biblique, leurs étudiants ainsi que des intervenants en pastorale ayant une formation biblique.
De tradition catholique, l’association est maintenant résolument œcuménique — et avant tout scientifique, faisant place à la discussion et à une diversité d’approches, tant aux plans méthodologique qu’herméneutique, au carrefour de l’histoire, de la littérature et de la théologie.
Les derniers congrès de l'ACÉBAC montrent un intérêt pour l'interprétation de la Bible à la lumière des préoccupations contemporaines. Depuis 2017, ces congrès sont réalisés conjointement avec la SCT (Société canadienne de théologie).
- 2024 Repenser la maison: perspectives bibliques et théologiques ;
- 2023 Le visage. De l’icône au selfie ;
- 2022 Au temps de la crise écologique. Approches exégétiques et théologiques ;
- 2021 La fragilité Dynamiques, postures et appels ;
- 2019 Faire la vérité[5] ;
- 2018 Art, Bible et théologie[6] ;
- 2017 Égalité femme-homme et genre. Approches théologiques et bibliques[7] ;
- 2016 Bible et théologie[8] ;
- 2015 Droits humains et Bible ;
- 2014 Narrativité, oralité et performance[9] ;
- 2013 Sexualité et Bible[10].